# کتی بوکوار
کترین «کتی» بوکوار (متولد ۲۳ اکتبر 1968) یک وکیل و سیاستمدار آمریکایی است که از ۵ ژانویه ۲۰۱۹ به عنوان وزیر مشترک‌المنافع پنسیلوانیا خدمت می‌کند، که توسط تام ولف فرماندار منصوب شده‌است. وی پیش از این به عنوان مشاور ارشد فرماندار در زمینه نوسازی انتخابات، از مارس ۲۰۱۸ خدمت کرده‌است. در اوت ۲۰۱۹، او به عنوان رئیس کمیته انتخابات انجمن ملی دبیران امور خارجه انتخاب شد.
بوکوار قبلاً به عنوان مشاور ارشد در بخش حسابرس کل، در هیئت کمیساریای اداره بندر رودخانه دلاور و به عنوان مدیر اجرایی (مراقبت از چرخه زندگی)، یک مرکز تولد در حومه فیلادلفیا فعالیت می‌کرد. وی به عنوان کارگر نظرسنجی و وکیل حقوق رأی در پنسیلوانیا کار کرده‌است.
در متولد استاتن آیلند، بوکوار در هیولت گردن، نیویورک مطرح شد، در دبیرستان هیولت. بوکوار در سال ۱۹۹۰ لیسانس هنر خود را از دانشگاه پنسیلوانیا و در سال ۱۹۹۳ دکتر جوریس خود را از کالج حقوق واشینگتن در دانشگاه آمریکا دریافت کرد.
وی عضو وکالت دادگاه عالی ایالات متحده، دادگاه تجدیدنظر دادگاه سوم، دادگاه‌های منطقه ای ایالات متحده و دادگاه‌های پنسیلوانیا، نیویورک و واشینگتن دی سی است.
پس از اتمام هر دو آزمون وکالت نیویورک و پنسیلوانیا، بوکوار کار خود را در خدمات حقوقی پنسیلوانیا شمالی آغاز کرد، سازمانی که خدمات حقوقی را برای افراد با درآمد پایین و بازماندگان خشونت خانگی ارائه می‌دهد. پس از چهار سال همکاری با سازمان، وی به عنوان وکالت در خدمات حقوقی دره لیهی نمایندگی از مشتریان کم درآمد در موارد جبران خسارت بیکاری، قانون خانواده، از کارافتادگی، محافظت در برابر سوء استفاده، ورشکستگی، قانون پیر و سایر موارد شروع به کار کرد. در سال ۱۹۹۷، وی به همراه همسرش مدیر شریک بوکوار و یگیر بود و پرونده‌های خود را در دادگاه تجدیدنظر ایالات متحده و دادگاه‌های منطقه ای ایالات متحده و همچنین دادگاه‌های پنسیلوانیا رابطه با اشتغال، امنیت اجتماعی، حقوق بازنشستگی و بیمه دادخواست داد.
از سال ۲۰۰۸ تا ۲۰۱۱، بووکوار در پروژه پیشرفت، یک سازمان غیرانتفاعی متمرکز بر حق رأی در پنسیلوانیا، کار کرد. وی در دوران تصدی خود در کارزارهای آموزش حقوق رأی دهندگان در سراسر ایالت کار می‌کرد. در مارس ۲۰۱۸، بووکوار توسط فرماندار تام ولف به عنوان مشاور ارشد فرماندار در مورد نوسازی انتخابات در وزارت امور خارجه پنسیلوانیا منصوب شد. وی در ۵ ژانویه ۲۰۱۹ به عنوان سرپرست وزارت مشترک‌المنافع منصوب شد و در ۱۹ نوامبر ۲۰۱۹ توسط سنا تأیید شد. در اوت ۲۰۱۹، او به عنوان رئیس کمیته انتخابات انجمن ملی دبیران امور خارجه انتخاب شد.
وی در آستانه انتخابات ۲۰۲۰، ادعای دروغ رئیس‌جمهور ترامپ مبنی بر اینکه نتایج انتخابات همیشه در شب انتخابات گزارش شده‌است را اصلاح کرد. ترامپ در جریان انتخابات بارها و بارها سعی در زیر سؤال بردن مشروعیت انتخابات داشت. در سال ۲۰۱۷ او توئیت کرد "با استفاده از عنوان" رئیس‌جمهور "قبل از کلمه" ترامپ "واقعاً دفتر ریاست جمهوری را تحقیر می‌کند. "
بوکوار در دادگاه مشترک‌المنافع پنسیلوانیا در سال ۲۰۱۱ نامزد شد و ناموفق بود. وی در انتخابات سال ۲۰۱۲ مجلس نمایندگان آمریکا در انتخابات مقدماتی حزب دموکرات برای منطقه ۸ کنگره بدون مخالفت شرکت کرد و به مایکل ج انتخابات را باخت.
| بخش        | نامزد                       | رای     | %    |
| ---------- | --------------------------- | ------- | ---- |
| جمهوری‌خواه | مایکل جی. فیتزپاتریک (فعلی) | ۱۹۹٬۳۷۹ | ۵۶٫۶ |
| دموکرات    | کتی بوکوار                  | ۱۵۲٬۸۵۹ | ۴۳٫۴ |
| کل آراء    | کل آراء                     | ۳۵۲٬۲۳۸ | ۱۰۰  |

برادرش جان بوکوار جراح مغز و اعصاب است که در مجموعه مستند Netflix Lenox Hill حضور داشته‌است.